# وارویک بال
وارویک بال (به انگلیسی: Warwick Ball) نویسنده و باستان‌شناس استرالیایی است که در افغانستان، ایران، اردن، عراق و دیگر کشورها کاوش‌های باستان‌شناسی انجام داده‌است. وی از سال ۱۹۷۱ تا ۱۹۸۱ میلادی در افغانستان در دوران رژیم‌های مختلف از دورهٔ پادشاهی تا اشغال افغانستان توسط شوروی پیشین فعال بوده، و بین سال‌های ۱۹۸۱ و ۱۹۸۲ میلادی سمت مدیریت انجمن بریتانیایی مطالعات افغانستان (به انگلیسی: British Institute of Afghan Studies) را بر عهده داشته‌است. او هم‌اکنون مدیر کمپانی 'Eastern Approaches' است که تورهای جهانگردی به آسیای میانه و ماورای آن را سازماندهی می‌کند.
وارویک بال هم‌اکنون در اسکاتلند اقامت دارد.

## آثار
وارویک بال کتاب‌ها و مقالات متعددی را منتشر کرد که از آنجمله می‌توان به این فهرست اشاره کرد:
راجع به افغانستان:
- مجموعهٔ دوجلدی 'فهرست پایگاه‌های باستان‌شناسیِ افغانستان' (عنوان فرانسوی: Catalogue des sites archeologiques d'Afghanistan/عنوان انگلیسی: Archaeological gazetteer of Afghanistan)، انتشارات Editions Recherche sur les civilisations، پاریس، ۱۹۸۲، ISBN 2-86538-040-8.
- 'بناهای افغانستان: تاریخ، باستان‌شناسی و معماری' (عنوان انگلیسی: The Monuments of Afghanistan: History. Archaeology and Architecture)، انتشارات I.B. TAURIS، نیویورک، ۲۰۰۸، شابک ‎۹۷۸-۱-۸۵۰۴۳-۴۳۶-۸.

راجع به سوریه:
- یک راهنمای تاریخی و باستان‌شناسی (عنوان انگلیسی: A Historical and Archaeological Guide)، سال ۱۹۹۴ م.
- روم در خاورزمین: دگرگونی یک امپراتوری (عنوان انگلیسی: Rome in the East: The Transformation of an Empire)، سال ۲۰۰۰ م.

گفتنی است که کتاب 'روم در خاورزمین: دگرگونی یک امپراتوری' از وی جایزهٔ جیمز هنری برِستِد برای تاریخ (James Henry Breasted Prize for Hisotry) را در سال ۲۰۰۰ میلادی از آن خود کرد.